# Nünchritz
Nünchritz – miejscowość i gmina w Niemczech, w kraju związkowym Saksonia, w okręgu administracyjnym Drezno, w powiecie Miśnia, siedziba wspólnoty administracyjnej Nünchritz.

## Współpraca
Miejscowość partnerska:
- Ubstadt-Weiher, Badenia-Wirtembergia